# Quercus bella
Quercus bella är en bokväxtart som beskrevs av Woon Young Chun och Ying Tsiang. Quercus bella ingår i släktet ekar, och familjen bokväxter. Inga underarter finns listade.